# (1605) Milankovitch
(1605) Milankovitch – planetoida z pasa głównego asteroid okrążająca Słońce w ciągu 5 lat i 84 dni w średniej odległości 3,01 au. Została odkryta 13 kwietnia 1936 roku w Observatoire Royal de Belgique w Uccle przez Petara Đurkovicia. Nazwa planetoidy pochodzi od Milutina Milankovicia (1879–1958), serbskiego astrofizyka i matematyka. Przed nadaniem nazwy planetoida nosiła oznaczenie tymczasowe (1605) 1936 GA.